# Gruppenbild
Gruppenbild was een Belgische new waveband die in 1982-1983 actief was.

## Historiek
De Neerpeltse groep bestond uit Stijn en Koen Meuris, Luc Vrancken, Frank Coonen en Marc Guffens en werd vernoemd naar een roman van Heindrick Böll. een belangrijke invloed was o.a. Meuris  leerkracht maatschappijleer Marc Haesendonckx aan het Koninklijk Atheneum te Overpelt, actief als bassist bij De Brassers. In 1982 nam de band in het Cultuurcentrum van Maaseik deel aan Humo's Rock Rally met het nummer Maatschappij, waarbij ze doorstootte naar de finale in de Ancienne Belgique. In 1983 bracht de groep de single Tranquility uit bij Blitz Records.
Stijn Meuris werd later actief bij Noordkaap en opvolger Monza. Frank Coonen bij Ministry of Movement en The Romans.

## Discografie
- Maatschappij op de LP Humo's Rock Rally finale 1982[9]
- Tranquillity (1983)[10]